# Draža Mihajlović
Dragoljub "Draža" Mihajlović (Ivanjica, Serbia; 27 de abril de 1893-Belgrado, 18 de julio de 1946) fue un general yugoslavo, líder de la resistencia monárquica y anticomunista contra la ocupación nazi en la Segunda Guerra Mundial.

## Inicios

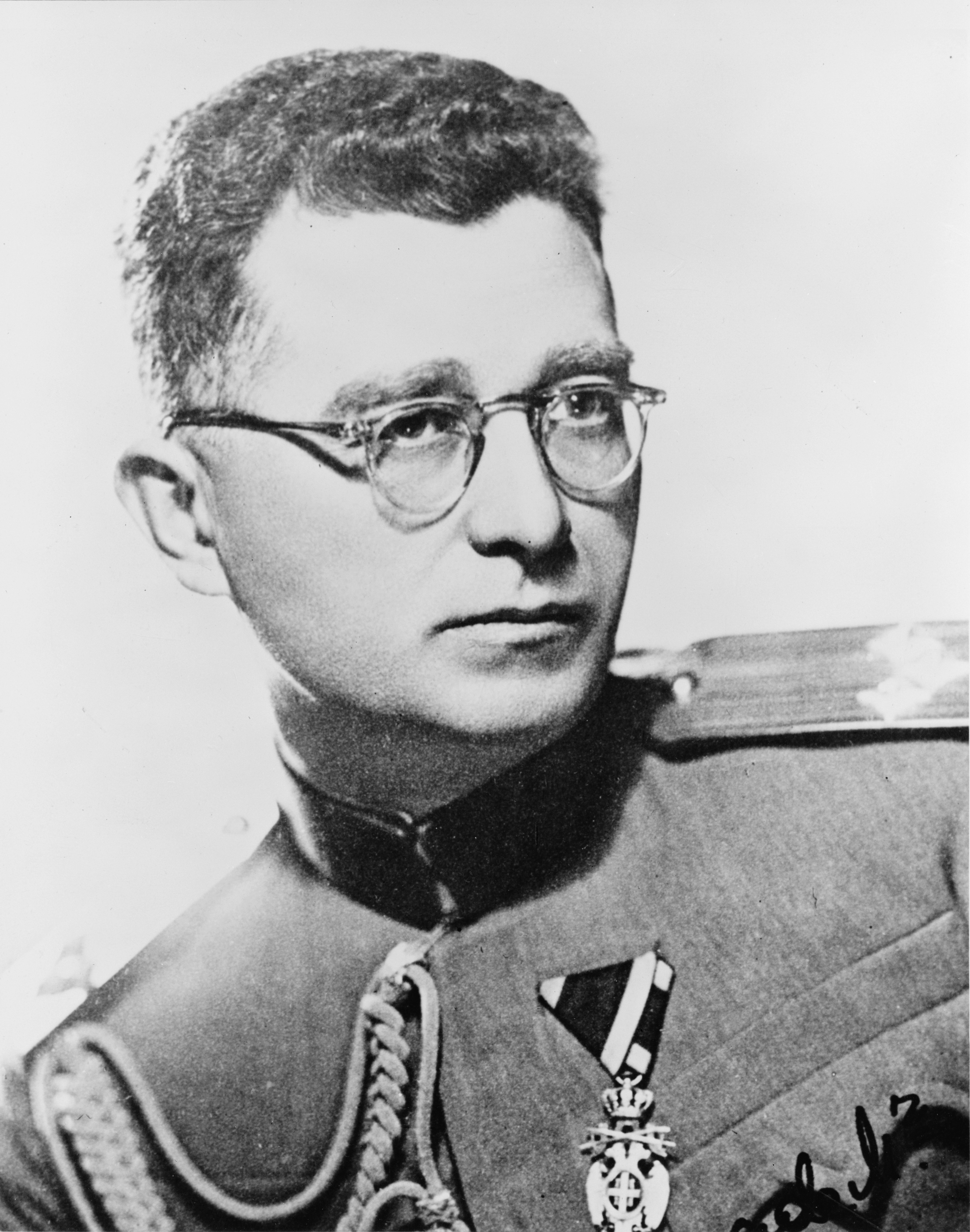
Un joven Mihajlović, con una medalla de codecoración serbia.

Nació en Ivanjica, en el Reino de Serbia, el 27 de abril de 1893. Sus padres murieron cuando era un niño y fue criado por su tío, que era coronel. Luego de estudiar en la Academia Militar Serbia, entre 1910 y 1912, participó en las Guerras de los Balcanes, dirigiendo un pelotón de infantería siendo todavía cadete en 1912. Al finalizar la guerra se convirtió en segundo teniente al ser el primero en su promoción
Durante la Primera Guerra Mundial, Mijailović continuó luchando en el Ejército serbio en el grado de teniente, nuevamente al frente de un pelotón, y tuvo que retirarse a Albania en 1915 junto con el grueso de las fuerzas serbias. Luego continuó luchando en el frente de Salónica, por lo que recibió numerosas medallas dirigiendo un pelotón tras la guerra incluyendo la Orden del Águila Blanca.
En 1920 ascendió a capitán y asistió a escuelas de oficiales, pasando al Estado Mayor en 1922. En 1930, ya teniente coronel, pasó al Estado Mayor de la Guardia Real.
En 1934 se le envió como agregado militar a Sofía, la capital del entonces Reino de Bulgaria. En 1935 pasó al Estado Mayor del ministerio de Defensa y fue ascendido al rango de coronel. Al año siguiente, pasó a servir como agregado militar en Praga. A su vuelta a Yugoslavia en 1937, se opuso abiertamente a la política del entonces ministro de Defensa, el general Milan Nedić. Considerado por sus superiores como un intelectual radical de ideas heterodoxas, se le conocía por sus críticas a los planes defensivos yugoslavos y mantenía malas relaciones con Nedić. Un informe en el que acusaba a los políticos de desviar el presupuesto militar a otros fines hizo que fuese condenado por un tribunal militar a una corta pena de prisión. Entre 1937 y 1939 desarrolló una serie de cargos menores en el Estado Mayor yugoslavo.
Pese a ser un ferviente nacionalista, Mihajlović propuso la división de las fuerzas armadas yugoslavas de acuerdo a las nacionalidades internas del Reino de Yugoslavia (eslovenos, croatas y serbios), alegando que la composición del momento de las unidades yugoslavas permitía la aparición de una quinta columna. Esta sugerencia le significó una sentencia de 30 días de prisión por deslealtad y su carrera se estancó. Uno de los que le acusaron de deslealtad fue el ministro de Guerra Milan Nedić, quien luego colaboró con los alemanes y presidió el gobierno colaboracionista serbio.
Mijailović tocaba la mandolina muy bien.

## Segunda Guerra Mundial

### Primeros tiempos y enfrentamientos con los partisanos
Al inicio de la invasión de Yugoslavia en abril de 1941, se le nombró lugarteniente del jefe del Estado Mayor del 2.º Ejército, un cargo de poca importancia para su rango. El 13 de abril, fue relevado para mandar una unidad mucho menor, una fuerza motorizada de reciente creación que, tras un breve enfrentamiento con una unidad ustacha el 15 de abril y evitando un choque con una columna acorazada alemana cerca de Doboj, se fue retirando hacia el este de Bosnia, consciente ya de la decisión del alto mando yugoslavo de capitular. Parte de su unidad decidió pasar a Serbia y cruzó el Drina tras un enfrentamiento con una unidad paramilitar musulmana el 29 de abril. Mihailović contaba con unos ochenta hombres.
Su grupo fue casi aniquilado por los alemanes en Užice el 6 de mayo lo que, junto con ciertas deserciones, dejó a Mihailović con 7 oficiales y 27 suboficiales y soldados para cuando alcanzó su nuevo refugio en las montañas de Ravna Gora a mediados de mayo. Mijailovich se reunió con otros oficiales que se negaron a rendirse ante la Wehrmacht. El menguado grupo trató de ganarse la tolerancia de la administración local para lograr financiación y protección ante posibles ataques alemanes, a la vez que trataba de recabar apoyos y reclutas, con moderado éxito.
El 19 de junio de 1941, tras instalarse en la meseta de Ravna Gora, un enviado suyo logró ponerse en contacto con la representación del gobierno yugoslavo en el exilio y comunicar la existencia de la organización que estaba formando para oponerse al Eje. A principios de septiembre logró establecer contacto por radio con los británicos, que centraron el El Cairo sus comunicaciones con Mihailović. Para otoño de 1941, las fuerzas de Mijailović empezaron a recibir ayuda de las SOE británicas.
A comienzos del otoño las tropas de Mihailović habían crecido hasta los tres o cuatro mil hombres. Sin reconocimiento oficial del gobierno en exilio, Mihailović hubo de tratar de absorber el resto de bandas armadas que controlaban el campo serbio durante el verano y el otoño de 1941, algunas de las cuales estaban dirigidas por oficiales de mayor rango que Mihailović, siendo otras abiertamente colaboracionistas. Este solo logró un control parcial de todos los grupos armados del territorio, en parte aceptando en su organización a los cabecillas de las mismas.
Mihailović y su movimiento de resistencia optaron por una estrategia pasiva, evitando en principio los choques directos con las tropas de ocupación que podían desencadenar duras represalias contra la población civil y aniquilar su organización. Esta postura gozó en 1941 del respaldo tanto del Gobierno británico como del Gobierno yugoslavo exiliado en Londres. El objetivo de estos y del propio Mihailović era reforzar su formación y utilizarla como fuente de información para los Aliados y apoyo para una futura acción Aliada o de acoso a las tropas del Eje en retirada, cuando surgiese tal oportunidad. Tras el ataque alemán a la Unión Soviética a finales de junio de 1941, sin embargo, la insurrección del Partido Comunista de Yugoslavia dificultó los planes de Mihailović. La pasividad frente a la resistencia activa de los comunistas ponía en peligro su control sobre la resistencia, lo que le obligó a actuar para no perder la iniciativa.
En agosto creó una junta civil de asesoría para su movimiento, compuesta principalmente por ultranacionalistas serbios.
Tras la primera cooperación y el surgimiento de desavenencias entre Tito y Mihailović la reunión de ambos en Brajići el 27 de octubre de 1941 marcó la ruptura de sus formaciones: Mihailović rechazó las propuestas de resistencia frontal a los ocupantes de Tito y exigió la subordinación de los partisanos de este a su mando, lo que Tito denegó. Al día siguiente Mihailović decidió atacar el centro de mando de los partisanos en Užice, importante por contar con una fábrica de armas que abastecía a la resistencia. El golpe de mano fracasó pero supuso el comienzo de los enfrentamientos entre las tropas de Tito y Mihailović. Con escaso armamento, Mihailović acudió a los alemanes a través del general títere Milan Nedić para ofrecer sus tropas en las operaciones contra los partisanos y solicitar armas con este fin.
Anteriormente Tito y Mihailović se habían reunido el 19 de septiembre de 1941 y habían mantenido correspondencia durante el corto periodo de tibia cooperación pero sin alcanzar un acuerdo firme de coordinación entre sus movimientos.
El 11 de noviembre de 1941 Mihailović, en una situación desesperada ante los reveses sufridos en su lucha con los partisanos y con sus reservas de armamento casi agotadas, se reunió con representantes alemanes, que le exigieron la rendición inmediata, no llegándose a un acuerdo entre las partes. Anteriormente había tratado de conseguir más armamento de los británicos, sin éxito, dado que estos sospechaban que no lo utilizaría contra las fuerzas de ocupación, sino contra las unidades de Tito. Mihailović no comunicó la existencia de la reunión ni al Gobierno yugoslavo ni al oficial de enlace británico entonces asignado a su centro de operaciones.
El 20 de noviembre de 1941 hubo un intento de acuerdo entre las partes, en medio de la ofensiva alemana contra la insurgencia, que no llegó a fructificar. Tito trató a final de mes de lograr la coordinación con Mihailović contra los alemanes, en vano. Las fuerzas de este se retiraron a las montañas, donde fueron perseguidas por los alemanes hasta diciembre.
Ante el acoso alemán, Mihailović disolvió el grueso de sus unidades y canceló temporalmente las trasmisiones por radio para evitar ser localizado; aunque estuvo a punto de ser capturado el 6 de diciembre de 1941. Los siguientes 3 meses, acompañado únicamente de 4 personas, se trasladó por las cercanías del monte Rudnik, antes de pasar a Montenegro.
También en diciembre el mando yugoslavo en El Cairo publicó su primer comunicado sobre la campaña alemana en Serbia, atribuyendo la resistencia a Mihailović. Ya anteriormente el Gobierno exiliado había comenzado una campaña de propaganda a favor de Mihailović, exagerando sus acciones.
Tras informar al gobierno en el exilio de la desaparición de los partisanos y de su éxito en la unificación de la resistencia el Gobierno le ascendió a general de brigada el 7 de diciembre de 1941, en el momento en que se hallaba dispersando sus fuerzas para evitar el ataque alemán.
El prestigio de este nombramiento permitió a Mihailović organizar unas guerrillas monárquicas conocidas como Chetniks, que atacaban a alemanes e italianos en las regiones montañosas de Serbia y Bosnia. Mihailović y sus seguidores eran mayoritariamente adeptos al nacionalismo serbio y a la monarquía, por lo cual su movimiento no atraía a un gran número de croatas ni musulmanes bosnios, así como socialistas o republicanos. No obstante, hubo un considerable número de chetniks eslovenos, entre cuyos miembros más destacados se encontraban los generales Jaka Avšič y Karl Novak. Por otro lado, Zvonimir Vučković "Felix", uno de los colaboradores más estrechos de Mihailović, era de etnia croata.
Luego, los Chetniks fueron desplazados hacia el este de Bosnia, donde lucharon contra las tropas de la Ustaše, los colaboracionistas pronazis que regían el Estado Independiente de Croacia, ejecutándose diversos crímenes contra los civiles croatas. Al mismo tiempo, los chetniks empezaron a ser eclipsados por un nuevo movimiento de resistencia, los Partisanos dirigidos por el líder comunista croata Josip Broz apodado Tito, y que integraban a combatientes de diversos orígenes étnicos sin mostrar lealtad alguna a la monarquía del rey Pedro II.

### 1942

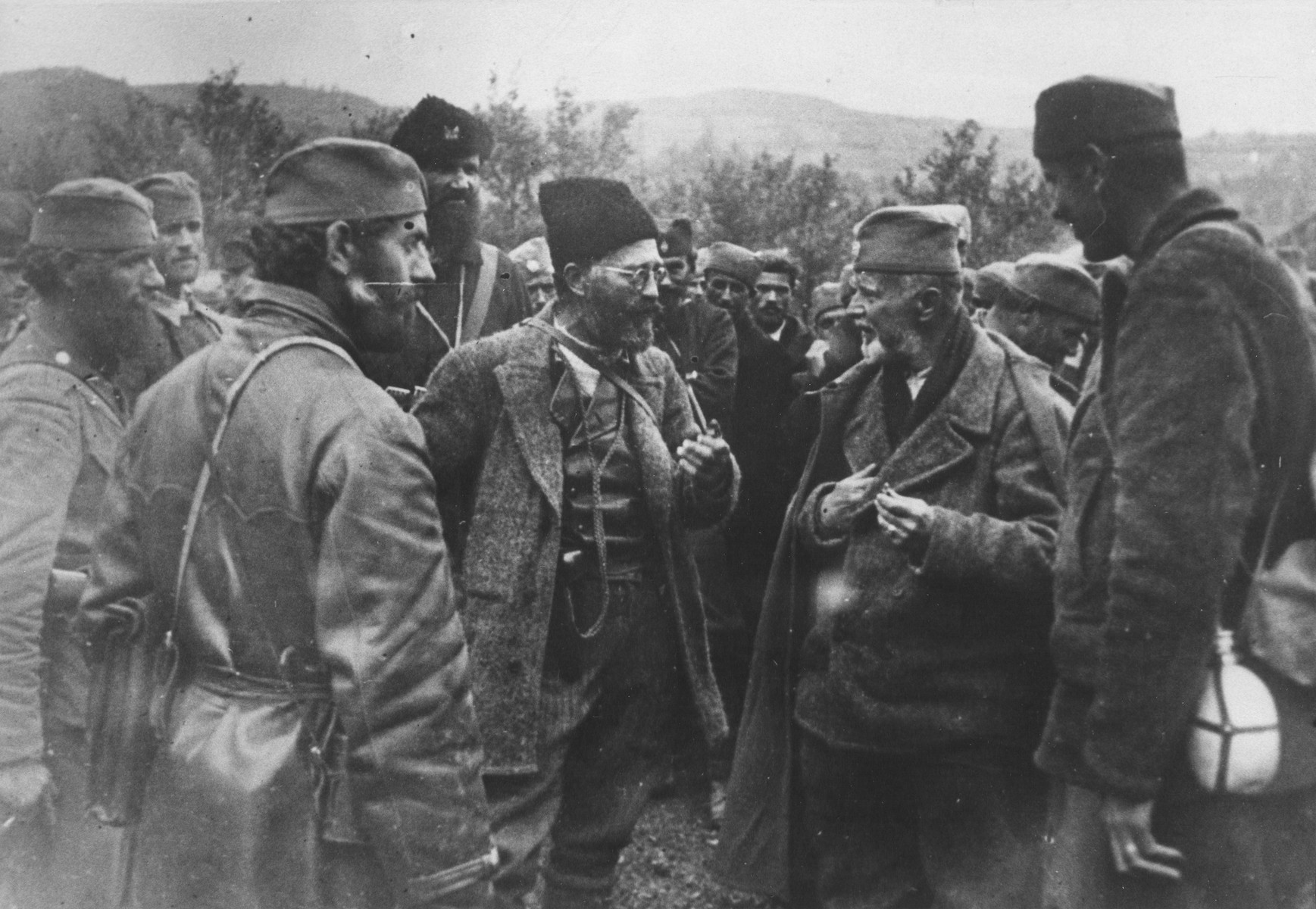
Mihailović, en el centro, conversando con algunos de sus hombres, en fecha indeterminada.

El 11 de enero de 1942, coincidiendo con la formación de un nuevo gabinete, Mijailović fue nombrado ministro de Guerra, parte del gobierno en el exilio, y luego jefe del Estado Mayor el 10 de junio de 1942.
En febrero había decidido trasladarse a Montenegro, donde el movimiento chetnik era fuerte y contaba con el acuerdo de las autoridades italianas de ocupación. En mayo, cuando los británicos reanudaron el abastecimiento a sus unidades por aire, se hallaba de camino a la región. En marzo, ya de camino a Montenegro, retomó el contacto por radio con los británicos.
Draja Mijailović apareció en la portada de la revista Time el 25 de mayo de 1942.
Llegó a Montenegro el 1 de junio, en los últimos momentos de la Tercera Ofensiva Antipartisana, en las que las tropas italianas y chetniks expulsaron a los partisanos de Tito de la región.
Durante todo 1942, Mihailović prohibió las negociaciones con los alemanes pero, al no controlar verdaderamente a muchos de los comandantes que teóricamente eran sus subordinados, no pudo impedir que estas se celebrasen, como en el este de Bosnia en el verano de 1942. Tras su traslado a Montenegro en la primavera, Mihailović se concentró en combatir a sus enemigos nacionales, pasando a un segundo plano la lucha contra alemanes e italianos, a los que consideraba menos peligrosos que los partisanos, los colaboracionistas serbios de Nedić o los ustachas. Su objetivo era controlar el territorio cuando llegase el momento de la retirada del Eje, habiendo para entonces eliminado a los posibles adversarios.
Desde septiembre de 1942, comenzó a hostigar a las fuerzas de Nedić. El 9 de septiembre, llamó públicamente a la desobediencia del Gobierno de Belgrado. Los enfrentamientos que siguieron entre partidarios de Nedić y de Mihailović se saldaron con numerosas bajas entre los seguidores de este, duramente perseguidos por los alemanes que acudieron en socorro del primero. Los combates entre tropas alemanas y chetniks del otoño de 1942 se debían principalmente al intento de las primeras de defender al gobierno serbio colaboracionista, acosado por Mihailović.
A diferencia del enfrentamiento con los alemanes, las unidades de Mihailović llevaron a cabo una táctica de estrecha colaboración con las autoridades militares italianas en Montenegro, que culminó en la ofensiva contra los partisanos a comienzos de 1942. Los acuerdos entre comandantes chetniks subordinados a Mihailović y autoridades italianas se extendieron también a otras regiones bajo ocupación de estas, como Dalmacia o Herzegovina. Mihailović se opuso oficialmente a los acuerdos en estas regiones, pero mantuvo a los autores de los mismos al frente de las unidades. Mihailović aceptaba los suministros italianos, pero se oponía a los acuerdos explícitos porque perjudicaban su posición dentro del bando Aliado. Su control sobre los diversos jefes de las unidades chetniks, aunque mejoró en la segunda mitad de 1942, no llegó a ser completo y la colaboración entre algunas unidades y los italianos persistió.
A fines de 1942 Mihailović y sus chetniks habían notado que su principal enemigo eran los partisanos de Tito, bajo fuerte influencia comunista, y que no compartían la causa del nacionalismo serbio. Ante el temor por la creciente fuerza de los partisanos, Mijailovich cesó su lucha contra la Wehrmacht y ofreció su apoyo a los jefes militares alemanes e italianos para eliminar al movimiento partisano. Los rumores empezaron a señalar que los Chetniks cometían crímenes de guerra, que no hostilizaban a alemanes ni italianos, y que estaban ejecutando una limpieza racial en Yugoslavia; finalmente los reportes de agentes británicos lanzados en paracaídas sobre Yugoslavia confirmaban que los Chetniks habían tomado como enemigo principal a los partisanos de Tito y no a las tropas del Eje. Esto motivó a los "Tres Grandes", Churchill, Stalin y Roosevelt a suspender toda la ayuda a los Chetniks desde mediados de 1943, posteriormente se acordó apoyar solamente a los comunistas de Tito durante la Conferencia de Teherán.
Aunque Hitler había instruido a sus jefes militares en los Balcanes que desconfiaran de los chetniks y que se abstuvieran de aceptar su apoyo, esta orden fue ignorada por los jefes de las guarniciones locales, motivados en la urgencia de combatir a los partisanos con todos los voluntarios que pudieran hallar. La capitulación italiana de septiembre de 1943 y la pérdida de apoyo de Gran Bretaña causó que Mihailović intentase liberalizar su programa, intentando atraer combatientes no serbios y apoyando en el escape de aviadores estadounideneses y británicos que cayeran en territorio bajo su control. Si bien en la última iniciativa tuvo grandes éxitos, ello no le sirvió para recobrar el apoyo de los Aliados, en tanto seguí manteniendo como prioridad la lucha contra los comunistas de Tito y no el combate contra los alemanes. Conforme se sucedían las derrotas militares de la Wehrmacht la posición de los chetniks se hacían más difícil y la evacuación alemana de los Balcanes en octubre de 1944 causó que Mihailović y sus seguidores migraran hacia las zonas bajo control alemán.

### 1943
A finales de febrero de 1943, ante la inminente derrota de sus tropas ante los partisanos durante la batalla del Neretva en la que había tratado de eliminar a estos antes de la prevista llegada de los Aliados a los Balcanes, Mihailović confesó al enviado británico Bailey que los principales enemigos de los chetniks no eran los alemanes e italianos, sino los partisanos, croatas y musulmanes. Mihailović afirmó que, dada la actitud británica, la alianza táctica con los italianos les convenía más.

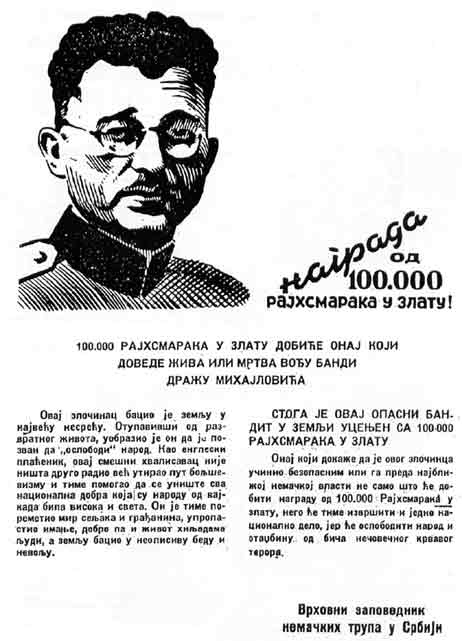
Cartel alemán poniendo precio a la cabeza de Mihailović. Los alemanes ofrecieron la misma recompensa por la captura de Mihailović y de Tito, pero la prensa occidental solo publicó la segunda.

Sus tropas, bajo el mando directo de Dobroslav Jevđević y Momčilo Đujić, habían cometido graves atrocidades contra la población croata y musulmana en Herzegovina durante su participación del lado del Eje en la Cuarta Ofensiva Antipartisana en Herzegovina, como venganza por las atrocidades ustachas.
A comienzos del año los informes de los oficiales de enlace británicos se volvieron muy críticos con Mihailović, indicando la falta de actividad contra las fuerzas de ocupación, al contrario de lo que sucedía en las zonas bajo control partisano. En marzo el Foreign Office estaba convencido de su colaboracionismo con los italianos y decidió establecer contacto directo con los partisanos.
Tras la derrota en Herzegovina a manos de los partisanos, el acoso alemán en Montenegro le hizo decidirse a regresar a Serbia. A comienzos de la Quinta Ofensiva Anti-Partisana, montada por los alemanes en realidad para tratar de aniquilar a partisanos y chetniks, logra zafarse y no ser capturado por aquellos el 13 de mayo de 1943. Hasta su paso a Bosnia en septiembre de 1944 Mihailović permaneció al sur de Valjevo trasladándose continuamente. La misión de enlace británica fue reforzada por entonces, con el objetivo de forzar a Mihailović a llevar a cabo una resistencia más activa contra el Eje, en vano. Mihailović, a su vez, insistía en aumento de los abastos Aliados, insuficientes y en la posibilidad de represalias alemanas contra la población para negarse a llevar a cabo grandes operaciones.
Mihailović, a la vez que mantenía una postura fundamentalmente pasiva, comunicaba lo contrario a los británicos. Considerado, sin embargo, tan peligroso como los partisanos por las autoridades alemanas, estas pusieron precio a su cabeza el 21 de julio de 1943, junto con la de Tito. En la prensa Aliada, no obstante, solo se publicó la persecución del segundo. Diez días antes había ordenado a sus unidades expulsar a los partisanos de las zonas cercanas al Adriático, esperando un pronto desembarco británico-estadounidense en Dalmacia tras los desembarcos Aliados en Sicilia.
Ante la rendición de Italia en septiembre y el empeoramiento de la situación para los alemanes estos decidieron tratar de llegar a acuerdos limitados con los chetniks, amenazados por el creciente poderío de los partisanos. En el otoño y el invierno de 1943 se firmaron varios acuerdos entre subordinados de Mihailović y autoridades alemanas, de las que este quedó excluido. Mihailović conocía los acuerdos y los toleró tácitamente, considerándolos un mal menor para asegurarse suministros y poder combatir a los partisanos sin temer ataques de los alemanes.
A finales de 1943, con los británicos decididos a traspasar su apoyo a los partisanos, se le pidió que realizase ciertas operaciones de sabotaje para corroborar su incapacidad para llevarlas a cabo. No se realizaron a pesar de que Mihailović dio órdenes para ello. Su propuesta para tratar con los partisanos fue rechazada por los británicos que, para entonces, desconfiaban completamente de él.

### 1944
En la primavera de 1944, ante el debilitamiento de su movimiento, Mihailović ordenó no combatir a los alemanes, que a su vez no atacaban a las unidades chetniks, y concentrarse en el combate contra los partisanos. Aun permaneciendo como enemigos, alemanes y chetniks pospusieron su enfrentamiento hasta haber logrado primero la derrota de Tito y sus fuerzas.
A finales de mayo los británicos evacuaron a sus últimos oficiales de enlace con los chetniks. Mihailović, en la despedida, expresó su convencimiento de seguir perteneciendo al bando Aliado y se aseguró del éxito del traslado.
El 29 de agosto de 1944 el primer ministro Ivan Šubašić, convencido de la inutilidad de Mihailović para la causa yugoslava y de la imposibilidad de sustituirle por alguien aceptable por chetniks y partisanos, abolió el Alto mando en Yugoslavia, quedando Mihailović oficialmente sin cargo militar. Mihailović pasó oficialmente al retiro. Tito fue nombrado oficialmente dirigente de la resistencia yugoslava.
Simultáneamente, Mihailović dio la orden de movilización general para el 1 de septiembre de 1944, con el objetivo de estar listo para la llegada de las tropas soviéticas a territorio yugoslavo. Ese mes hubo choques entre sus unidades y las fuerzas alemanas y búlgaras, pero se encontraron con la reanudación de la ofensiva partisana por pasar a Serbia que afectó a su retaguardia.
En el otoño participó, junto con el jefe de la misión de enlace estadounidense en dos reuniones con representantes alemanes. Mientras estos trataban de malquistar a los norteamericanos con los soviéticos, estos deseaban la rendición incondicional de las fuerzas alemanas en la región. El Gobierno de Berlín prohibió la continuación de los contactos. El 1 de noviembre de 1944 se le ofreció ser evacuado junto con la misión de enlace estadounidense, a lo que se negó.

### 1945
En marzo de 1945 comunicó una oferta alemana de capitulación a los mandos Aliados en Caserta, sin resultado alguno. A finales de marzo decidió regresar a Serbia desde Bosnia. Tres columnas chetniks se dirigieron al Drina en las cercanías de Foča a comienzos de mayo pero unos 6000 hombres fueron casi aniquilados en una batalla de dos días con los partisanos el 10 de mayo de 1945. Mihailović se encontraba entre los 300 o 400 que lograron escapar.
Disolvió sus fuerzas restantes y pasó a la clandestinidad. Primero permaneció en las cercanías de Foča. Sin radio, quedó incomunicado con el exterior y con sus partidarios en el país.

## Derrota y muerte
Fue capturado por partisanos al este de Višegrad el 13 de marzo de 1946. Se escondía entonces en una madriguera de zorro que fue revelada por uno de los subalternos de Mihailović, quizá intencionadamente.
Mihailović fue juzgado como traidor y criminal de guerra en junio, siendo condenado a muerte en Belgrado. El juicio fue público, con presencia de numerosos corresponsales extranjeros. Durante las sesiones se puso de manifiesto mediante declaraciones de testigos y documentos incautados en el Cuartel General chetnik la colaboración activa con las tropas de ocupación alemanas e italianas, así como con el gobierno títere de Milan Nedić. El propio acusado reconoció la autenticidad de los documentos presentados. Esta colaboración, denunciada por los partisanos y confirmada por los oficiales de enlace británicos, era conocida por el alto mando aliado durante la guerra.
Murió ejecutado por un pelotón de fusilamiento (17 de julio de 1946). Únicamente le visitó en prisión su mujer ya que sus hijos le habían denunciado como traidor y se habían pasado a los partisanos durante la guerra. Sus restos fueron enterrados en una tumba sin marcar. 
Debido a la ejecución de Mijailović, el entonces presidente de Francia, Charles de Gaulle, suspendió una visita a Yugoslavia, calificando la ejecución de "asesinato".

## Legado
El 29 de marzo de 1948, el presidente estadounidense Harry Truman le concedió póstumamente la Legión de Mérito de su país, por recomendación del general Dwight Eisenhower debido al rescate de aviadores estadounidenses. Esta condecoración se otorgó de manera secreta para no ofender al nuevo gobierno comunista de Yugoslavia, y no fue hasta el 9 de mayo de 2005 que la medalla fue entregada a los familiares de Mihailović.
El jugador de baloncesto serbio Milan Gurović tiene un tatuaje en el hombro de Draja Mihajlović, lo que le acarreó diversos problemas en Croacia.

## Valoración

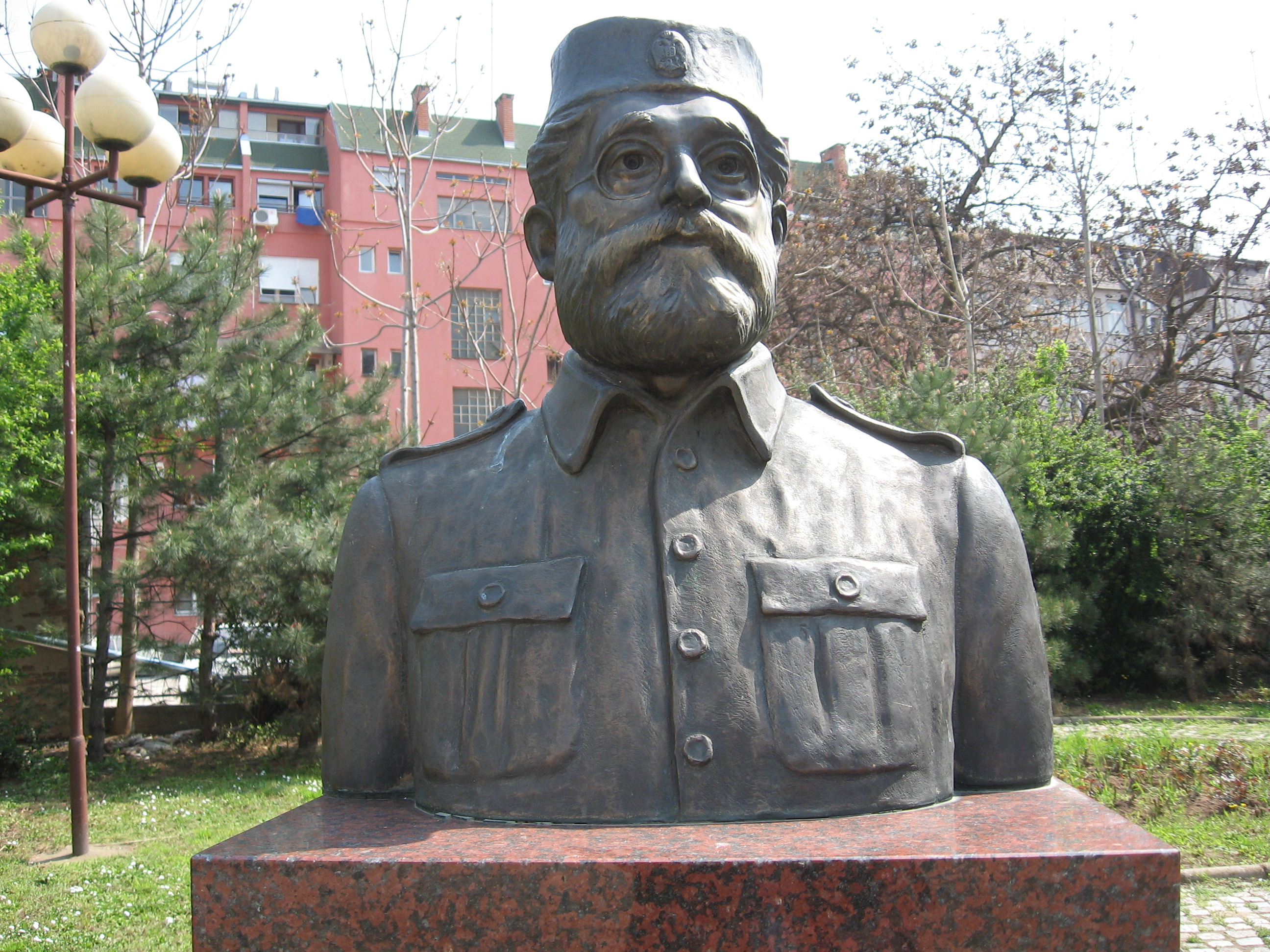
Busto de Mihailović en la ciudad de Niš.

Mihailović es una figura muy controvertida en la historia yugoslava de la guerra mundial. Fiel al rey y al pueblo serbio, al final de la contienda había sido relevado por el primero y abandonado por el segundo. Su talento organizativo para un combate de guerrillas era nulo, al contrario del de su adversario Tito. Su control del movimiento chetnik fue deficiente. Su postura de resistencia a los ocupantes era fundamentalmente pasiva, al contrario que la de los partisanos. Tras el levantamiento partisano el objetivo original de Mihailović de oponerse al Eje pasó a un segundo plano respecto del combate contra el movimiento de Tito, llegándose incluso a la colaboración con italianos y alemanes. Mihailović contaba con la intervención Aliada para librarse del enemigo exterior y se concentró en tratar de eliminar al interior. La postura Aliada era diferente tras los primeros meses: los Aliados deseaban una resistencia activa contra el Eje que atrajese el mayor número de tropas posibles de este y que las retirase de otros frentes, sin importar las inclinaciones políticas de la insurgencia que lo lograse. La confirmación de la pasividad fundamental de Mihailović y la actividad de los partisanos que llevaron a los británicos a respaldar a Tito y a abandonar a Mihailović y la falta de un desembarco de los Aliados occidentales en Yugoslavia selló la derrota de Mihailović.